# Căuaș
Căuaș es una comuna ubicada en el distrito de Satu Mare, Rumania.

## Superficie
Posee una superficie de 94,27 kilómetros cuadrados.

## Demografía
Hasta 2021 la población era de 2259 habitantes, con una densidad de población de 23,96 habitantes por kilómetro cuadrado.